# Ganonema odaenum
Ganonema odaenum là một loài Trichoptera trong họ Calamoceratidae. Chúng phân bố ở miền Cổ bắc.